# Benjamin Dechartres
Pas d'image ? Cliquez ici

a Compétitions nationales et continentales officielles uniquement.

Dernière mise à jour le 11 novembre 2021.
Benjamin Dechartres, né le 29 mars 1987 au Havre (Seine-Maritime), est un joueur français de rugby à XV, qui joue au poste de deuxième ligne.

## Biographie
Benjamin Dechartres naît au Havre en Seine-Maritime en France. Durant sa jeunesse, il est notamment passé par le centre de formation de l'ASM Clermont Auvergne.

## Palmarès
- Équipe de France -19 ans.
- Équipe de France -18 ans.
- Équipe de France -18 ans FIRA.
- Pôle France Marcoussis (Promotion Jean Prat)
- Vainqueur du Championnat de France espoirs en 2006 avec l'ASM Clermont Auvergne.
- Champion de Premiership à Hong Kong avec Valley RFC (2017)